# Pahawh Hmong
Pahawh Hmong (Pahawh: 𖬖𖬰𖬝𖬵 𖬄𖬶𖬟 𖬌𖬣𖬵 [pʰâ hâu m̥ɔ̃́]) ist eine Schrift für die südostasiatische Hmong-Sprache, die von dem Bauern Shong Lue Yang (𖬌𖬤𖬵 𖬘𖬲𖬞 𖬖𖬲𖬤) im Jahr 1959 vorgestellt wurde.

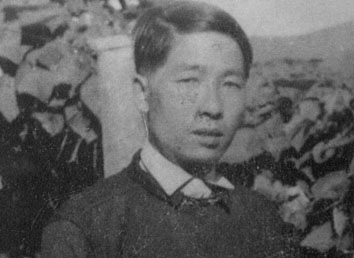
Shong Lue Yang (𖬌𖬤𖬵 𖬘𖬲𖬞 𖬖𖬲𖬤)

Die Verbreitung dieser Schrift ging einher mit einer messianischen Bewegung. Shong Lue Yang selbst hielt sich für einen Gott und behauptete, dass ihm Pahawh vom Himmel für das Hmong-Volk verliehen worden sei. Er arbeitete ohne Unterlass an der Verbesserung seiner Schrift, bis er 1971 von Regierungssoldaten ermordet wurde.
Pahawh Hmong wird heute nur noch von Anhängern Shong Lue Yangs verwendet, aber die meisten Hmong sind dennoch stolz auf ihn und darauf, dass ihr Volk ein eigenes Schriftsystem entwickelt hat. Außerdem wird Pahawh Hmong von den Hmong-Gemeinschaften in Kalifornien und Minnesota verwendet.

## Ziffern
| arabische Ziffer | Hmong-Ziffer | Bild | Pahawh Hmong | Hmong RPA |
| ---------------- | ------------ | ---- | ------------ | --------- |
| 0                | 𖭐            |      | 𖬊𖬲𖬢𖬰           | Ntxaiv    |
| 1                | 𖭑            |      | 𖬂𖬲𖬮𖬰           | Ib        |
| 2                | 𖭒            |      | 𖬒𖬰𖬮𖬰           | Ob        |
| 3                | 𖭓            |      | 𖬈𖬰𖬪𖬵           | Peb       |
| 4                | 𖭔            |      | 𖬄𖬰𖬟𖬵           | Plaub     |
| 5                | 𖭕            |      | 𖬂𖬲𖬝𖬰           | Tsib      |
| 6                | 𖭖            |      | 𖬡            | Rau       |
| 7                | 𖭗            |      | 𖬗𖬰𖬧𖬰           | Xya       |
| 8                | 𖭘            |      | 𖬂𖬤           | Yim       |
| 9                | 𖭙            |      | 𖬐𖬰𖬯           | Cuaj      |
| 10               | 𖭑𖭐           |      | 𖬄            | Kaum      |

## Unicode
Im Juni 2014 wurde die Schrift im Standard Unicode 7.0 als Unicodeblock Pahawh Hmong (U+16B00–U+16B7F) aufgenommen.